# سیلویا سوله اسپینسا
 سیلویا سوله اسپینسا (اسپانیایی: Silvia Soler Espinosa‎؛ زاده ۱۹ نوامبر ۱۹۸۷) یک تنیس‌باز اهل اسپانیا است. 